# Municipi C de Montevideo
El municipi C (en castellà, municipio C) és un dels vuit municipis de Montevideo, Uruguai. És un dels municipis més petits i cèntrics de la ciutat, ocupant part del sud del departament, sobre aigües del Riu de la Plata. Gran part del municipi té funció administrativa i residencial.
Va ser creat mitjançant el decret 11.567 del 13 de setembre de 2009, ratificat posteriorment.

## Geografia
El municipi C és, al costat del B i del CH, un dels tres municipis més petits de Montevideo. Limita a l'oest amb el Riu de la Plata i el municipi A, al sud amb els municipis B i CH, a l'est amb el municipi D, i al nord amb el municipi G.
Així mateix, el municipi C comprèn la totalitat de les seccions judicials 12 i 14, i part de les 7 i 8.

## Població
D'acord amb les dades del cens del 2009, el municipi tenia una població aproximada de 200.000 habitants, essent un dels més poblats.

## Barris
Cadascun dels municipis de Montevideo se subdivideix en barris (barrios). En concret, el municipi C es troba format pels següents barris: Aires Puros, Atahualpa, Bella Vista, Brazo Oriental, Capurro, Jacinto Vera, La Comercial, La Figurita, Larrañaga, Mercado Modelo, Paso de las Duranas, Prado (sud), Reducto i Villa Muñoz. Una petita part de La Aguada també integra aquest municipi.

## Llocs d'interès
- Museu Juan Manuel Blanes (Aires Puros).
- Jardí Japonès (A. Puros).
- Museu Geominer de l'Uruguai (Bella Vista).
- Plaça Joaquín Suárez (Bella Vista).
- Museu de la Casa de Luis Alberto de Herrera (Brazo Oriental).
- Escola Superior de Comerç (Brazo Oriental).
- Comand de l'Armada (Jacinto Vera).
- Monument a Luis Batlle Berres (Jacinto Vera).
- Parque del Prado (Prado).
- Hospital Vilardebó (Reducto).
- Reus (Villa Muñoz).

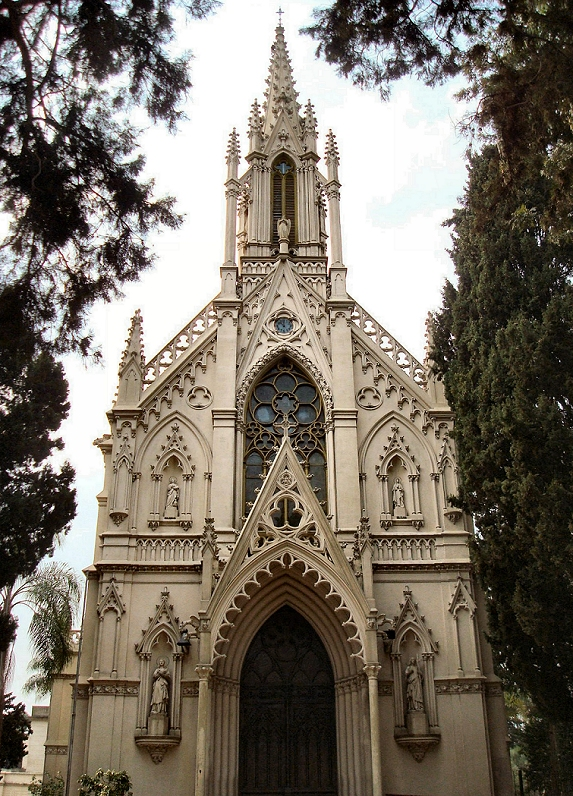
Capella Jackson.
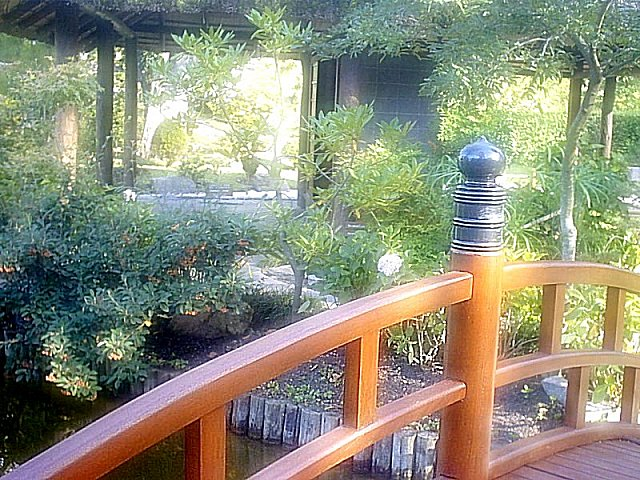
Jardí Japonès.
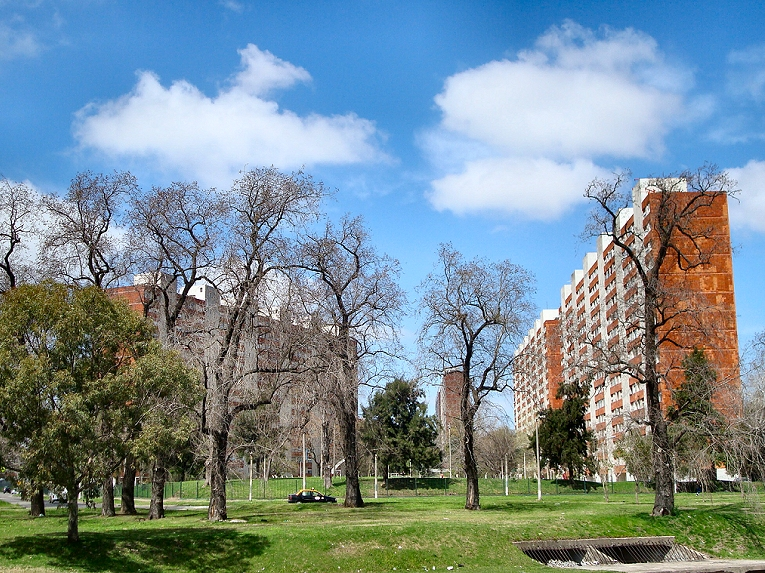
Parc Posadas.
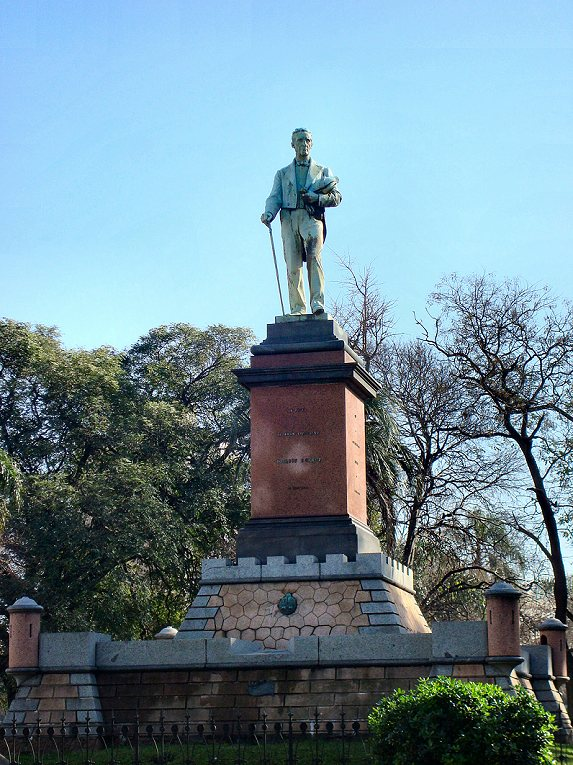
Plaça Joaquín Suárez.
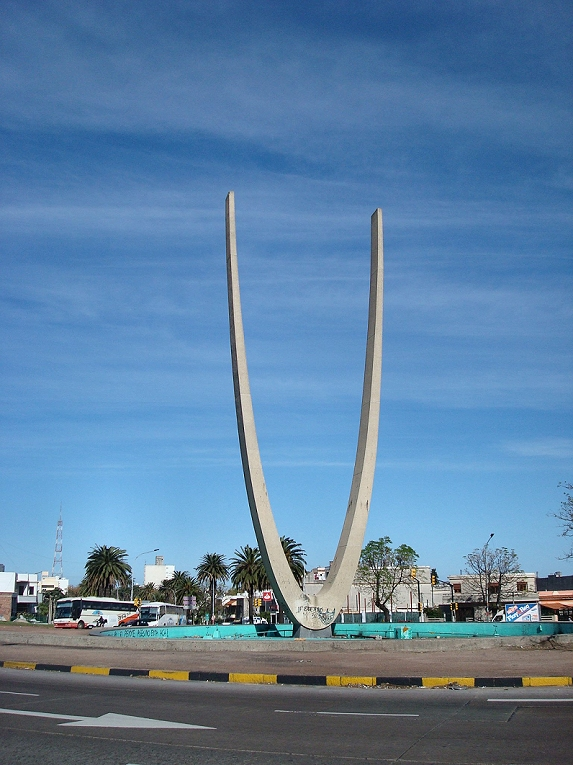
Monument a Luis Batlle Berres.
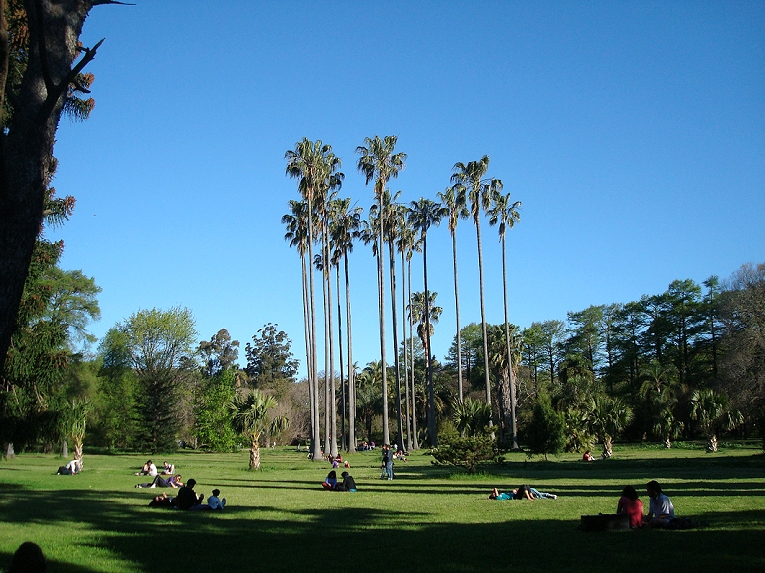
Jardí Botànic (Prado).
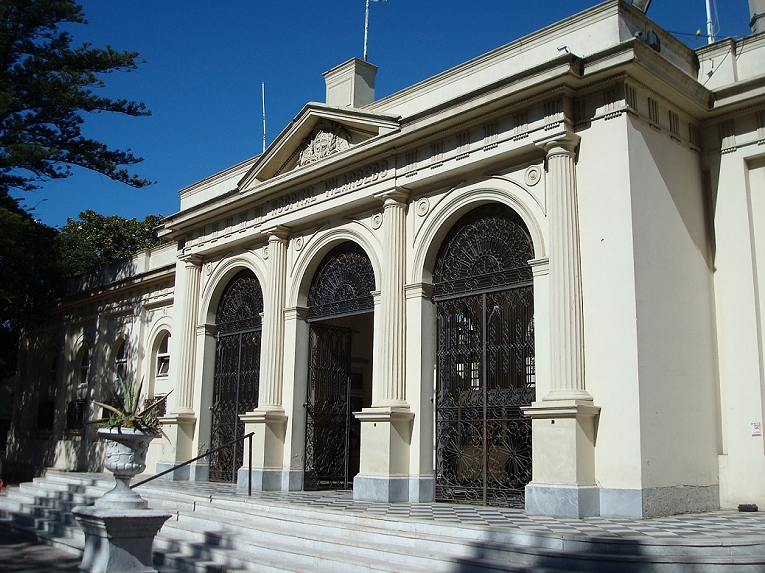
Hospital Vilardebó.
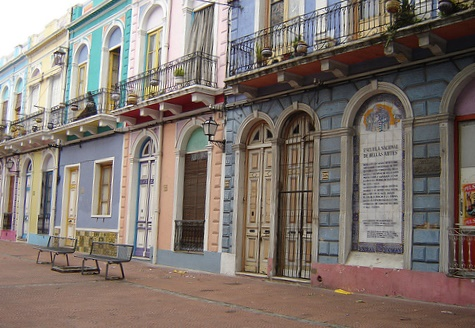
Reus.

### Carrers
- Avenida Agraciada.
- Avenida Millán.
- Avenida General Flores.
- Avenida General San Martín.
- La Rambla.